# Vergennes (Vermont)
Vergennes è un comune degli Stati Uniti d'America, nella contea di Addison nello Stato del Vermont. È bagnata dalle acque dell'Otter Creek.
La città prese il nome dal casato di Charles Gravies, conte di Vergennes, che aiutò molto i ribelli americani nella guerra d'indipendenza americana contro la Gran Bretagna, fornendo loro armi e vettovagliamenti.